# Булигін-Шрамко Сергій Віталійович
Сергій Віталійович Булигін-Шрамко (нар. 4 жовтня 1974, Одеса, УРСР) — український футболіст, захисник, згодом — футбольний тренер.

## Кар'єра гравця
Вихованець СДЮШОР «Чорноморець» (Одеса). Перші тренери — В.Іониш та В.Сіднєв (Фельдман). У 1992 році розпочав кар'єру в другій команді одеського «Чорноморця», а 16 березня 1994 року дебютував у Вищій лізі в матчі з чернівецькою «Буковиною». На початку 1995 року перейшов до вінницької «Ниви», однак влітку того ж року перейшов до СК «Одеси». У 1996—1998 роках захищав кольори іншої одеської команди «СКА-Лотто», після чого повернувся до СК «Одеси». На початку 1999 року знову став гравцем одеського «Чорноморця», в складі якого й завершив кар'єру професіонального футболіста. Після цього виступав в аматорських клубах «Шустов» (Великодолинське), «Іван» (Одеса) та «Реал» (Одеса).

## Кар'єра тренера
У 2001 році, будучи гравцем одеського «Івана», виконував також і функції головного тренера цього клубу.

## Досягнення
- Вища ліга України
  -  Срібний призер (1): 1995
  -  Бронзовий призер (1): 1994

- Кубок України
  -  Володар (1): 1994